# كفر بني عليم
قرية كفربني عليم هي إحدى القرى التابعة لمركز بلبيس في محافظة الشرقية في جمهورية مصر العربية. حسب إحصاءات سنة 2006، بلغ إجمالي السكان في كفربني عليم 3965 نسمة، منهم 2088 رجل و1877 امرأة.